# ジヴィエツ
ジヴィエツ（ポーランド語: Żywiec [ˈʐɨvjɛts]）は、ポーランド南中部の町。1975年よりビェルスコ＝ビャワ県に属していたが、1998年の地方行政改革でシロンスク県に再編された。人口は3万1194人（2019年6月時点）。ドイツ語名はザイブッシュ (Saybusch) である。
市街はジヴィエツ湖に近く、ソワ川に臨む。国内に8つある保護区のひとつ、ジヴィエツ自然公園の域内にあたる。

## 歴史

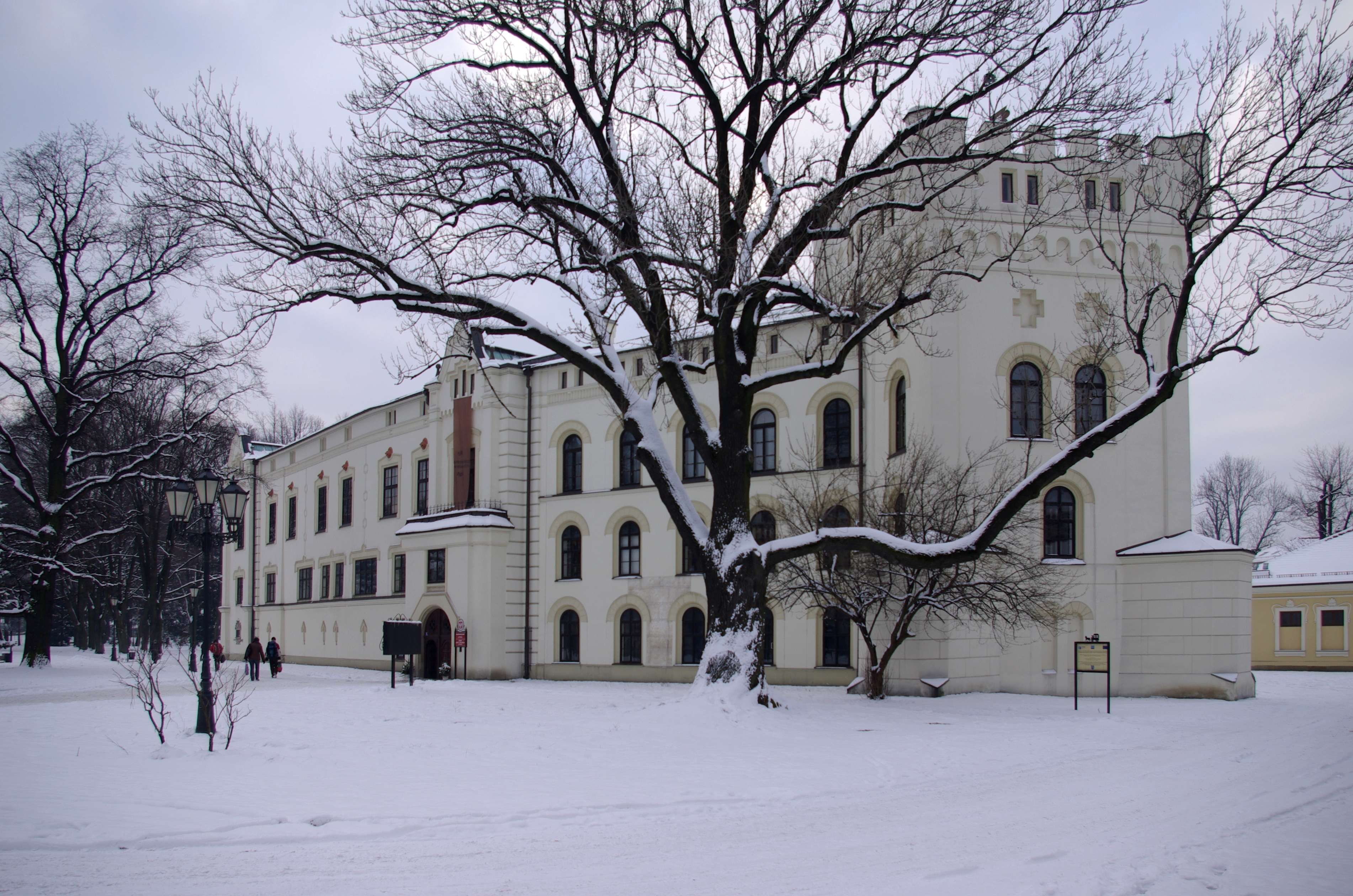
ジヴィエツ城

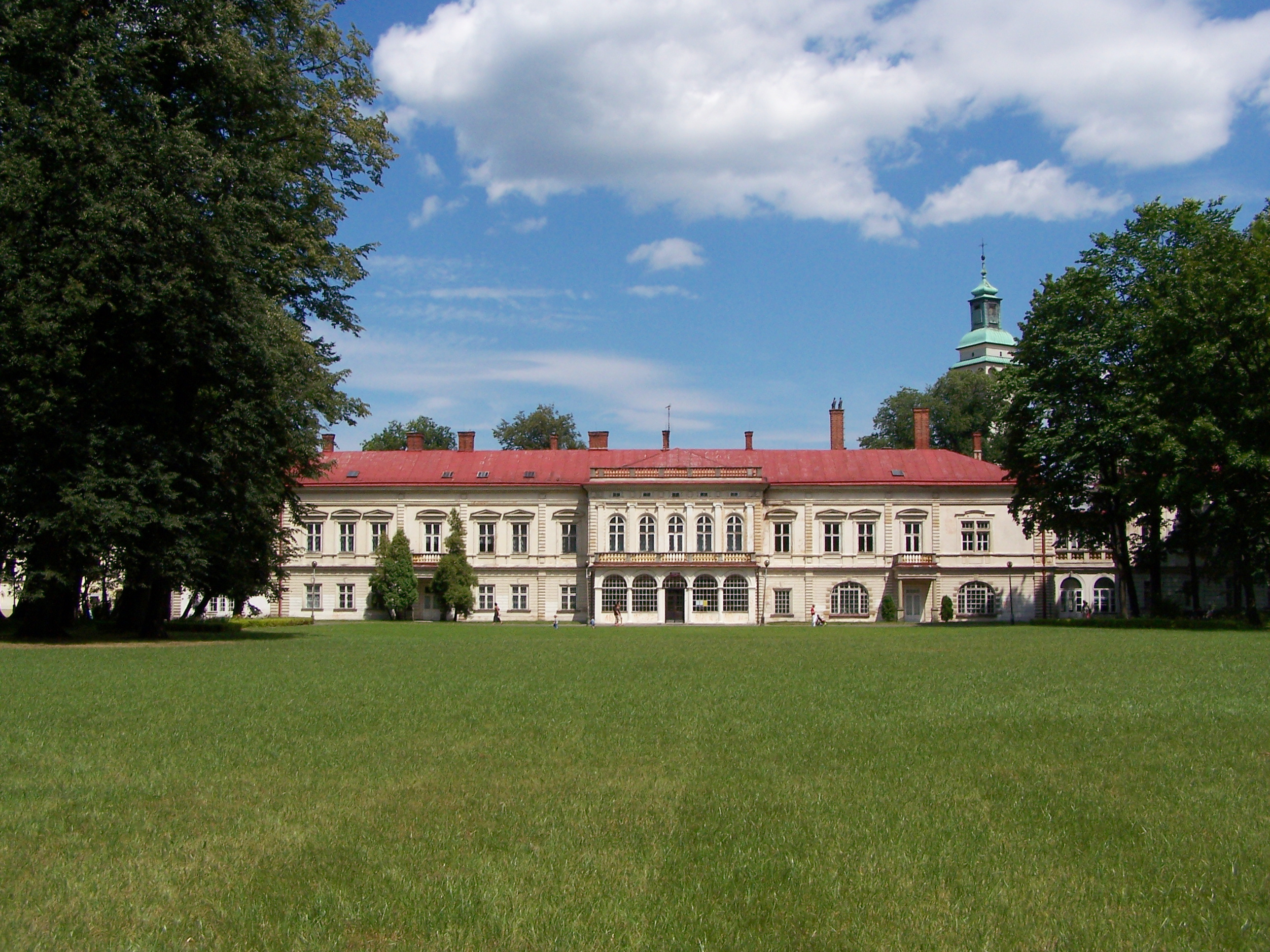
ハプスブルク家の宮殿

14世紀中葉、ジヴィエツに城が築かれたと同時代の文献にある。以後この城には改築や室内装飾が繰り返され、ゴシック、ルネサンス、バロック建築を含むさまざまな様式を持つに至った。17世紀初頭には城を取り囲むように、広さ26万平方メートルの公園が開かれた。
町は1315年からオシフィエンチム公国に属したが、チェシン公国配下の上シロンスクの諸侯に平定され、1457年にポーランド王国領となった。1624年に時のポーランド王妃コンスタンツェ・フォン・エスターライヒに分与された。大洪水時代の1656年にスウェーデン軍から略奪や破壊を受け、1672年にポーランド人のシュラフタ（貴族）ヤン・ヴィエロポルスキの所領となった。
14世紀末ごろに建築された聖十字教会は、1679年と1690年の二度にわたり拡張された。敷地には現在、18世紀のバロック教会が建つ。町で第二の教会、聖母マリア生誕大聖堂は15世紀前半の築だが、バロック様式に改築中の1711年に火事で焼け落ちた。
1772年の第一次ポーランド分割で、ジヴィエツは新生ガリツィア・ロドメリア王国に組み込まれた。しかしアルベルト・カジミール・フォン・ザクセン＝テシェンから1810年に購入されると、再び近隣のチェシン公国領となった。1822年に彼が死ぬと、その所領はオーストリアのロレーヌ家からカール・フォン・エスターライヒ＝テシェンの手に渡った。カールの長男アルブレヒト・フォン・エスターライヒ＝テシェンが1852年に設立したジヴィエツ醸造所は、1990年代にハイネケンに買収された後も操業を続けている。2006年には敷地内に博物館がオープンした。

### 第二次世界大戦
1939年のポーランド侵攻で、ジヴィエツはナチス・ドイツに占領された。当主カール・アルブレヒト・フォン・エスターライヒは「人民リスト」への署名を拒み、ドイツに財産没収のうえ逮捕された。
ナチ当局は1940年9月から翌月にかけて、ドイツ国防軍とゲシュタポの主導のもと「ザイブッシュ作戦」を決行、ジヴィエツ郡の2万人弱のポーランド系住民がポーランド総督府領に強制送還された。この事件はアルフレート・ローゼンベルク東部占領地域大臣と同アルフレート・マイヤー副大臣による「東方植民」計画の一環であった。

## ゆかりの人物
- トマシュ・アダメク - プロボクサー
- ヴィルヘルム・ブラッセ - 写真家
- カール・シュテファン・フォン・エスターライヒ - 軍人
- アガタ・ヴルベル - ウエイトリフティング選手
- トマシュ・ヨドウォヴィエツ - サッカー選手

## 姉妹都市[5]
- ウンターハヒング（英語版）（ドイツ）
- リオン（フランス）
- チャドツァ（英語版）（スロバキア）
- エイドゥー（イングランド、ウェスト・サセックス）
- ゲデレー（ハンガリー）
- リプトフスキー・ミクラーシュ（スロバキア）
- シュチトノ（英語版）（ポーランド）